# Севен-Спрінгс (Північна Кароліна)
Севен-Спрінгс (англ. Seven Springs) — місто (англ. town) в США, в окрузі Вейн штату Північна Кароліна. Населення — 55 осіб (2020).

## Географія
Севен-Спрінгс розташований за координатами 35°13′29″ пн. ш. 77°50′42″ зх. д. / 35.22472° пн. ш. 77.84500° зх. д. (35.224742, -77.845130).  За даними Бюро перепису населення США в 2010 році місто мало площу 0,87 км², уся площа — суходіл.

## Демографія
Згідно з переписом 2010 року, у місті мешкало 110 осіб у 55 домогосподарствах у складі 28 родин. Густота населення становила 127 осіб/км².  Було 61 помешкання (70/км²).
Расовий склад населення:
| - 81,8 % — білих - 8,2 % — чорних або афроамериканців - 5,5 % — осіб інших рас |

До двох чи більше рас належало 4,5 %. Частка іспаномовних становила 21,8 % від усіх жителів.
За віковим діапазоном населення розподілялося таким чином: 10,9 % — особи молодші 18 років, 69,1 % — особи у віці 18—64 років, 20,0 % — особи у віці 65 років та старші. Медіана віку мешканця становила 41,5 року. На 100 осіб жіночої статі у місті припадало 100,0 чоловіків;  на 100 жінок у віці від 18 років та старших — 100,0 чоловіків також старших 18 років.
За межею бідності перебувало 20,0 % осіб, у тому числі 0,0 % дітей у віці до 18 років та 9,1 % осіб у віці 65 років та старших.
Цивільне працевлаштоване населення становило 33 особи. Основні галузі зайнятості: освіта, охорона здоров'я та соціальна допомога — 27,3 %, роздрібна торгівля — 21,2 %, публічна адміністрація — 15,2 %.